# Priego de Córdoba
Priego de Córdoba è un comune spagnolo di 22 378 abitanti situato nella comunità autonoma dell'Andalusia.
Il centro abitato antico è raccolto attorno al Castello dei Medinaceli e cinto dalle mura arabe medioevali.
È situato sulla Ruta del Califato, itinerario culturale del Consiglio d'Europa che si sviluppa entro le province di Jaén, Cordova e Granada e unisce Cordova a Granada attraversando i centri testimoni del grande periodo culturale ed artistico della dominazione musulmana dell'Andalusia, le terre della Campiña andalusa e del Parque natural de las Sierras Subbeticas. La città è detta capitale del barocco cordobese grazie ai numerosi edifici di questo stile risalenti al secolo XVII che vi si trovano. Dista 74 km da Jaén, 76 da Granada e 100 da Cordoba.
La sua economia è prospera grazie all'agricoltura, al turismo e all'industria delle confezioni che ha sostituito quella della seta per cui andò famosa nel XVIII secolo. L'artigianato è attivo nella lavorazione del legno per la costruzione di mobili e in quella degli oggetti di ferro battuto.

## Storia
Testimonianze archeologiche attestano la presenza di insediamenti umani già nell'era paleolitica, di popoli iberi e poi dei Romani, ma il periodo di maggior splendore, che coincide con la fondazione della città attuale, si ebbe con la presenza musulmana. 
Alla metà del IX secolo si chiamava Medina Baguh ed era capitale di una cora (provincia araba). Alla dissoluzione del califfato di Cordova, Priego fece parte del regno di Granada e poi del regno Nazarita. Nell'889 Ibn Nastana si autoproclamò signore di Priego e Laque facendo di Priego il centro delle operazioni militari della rivolta capeggiata dal muladi Ibn Mafsun. 
A seguito delle lotte con i cristiani i musulmani ricorsero a nuove popolazioni africane e l'Andalusia fu terra degli Almoravidi nel secolo XI e degli Almohadi nel secolo successivo. La conquista cristiana avvenne nel 1225 ad opera di Ferdinando III di Castiglia che affidò la difesa della città dai tentativi di riconquista da parte degli islamici all'Ordine Militare di Calatrava. 
Il re Alfonso XI nel 1341 mise termine alle lotte fra musulmani e cristiani occupando definitivamente Priego e concedendo l'esenzione dalle tasse ai cittadini allo scopo di ripopolarla. Nel 1370 fu assegnata in signoria a Gonzalo Fernández de Córdoba e il figlio don Pedro fu il primo marchese di Priego per decreto dei Re Cattolici. Questi avvenimenti furono occasione di progresso per la città che si arricchì di nuovi edifici religiosi e civili in parte barocchizzati nel XVII secolo. 
Nel XVII secolo furono cacciati i moriscos che erano intorno alle tremila persone e ciò portò momenti di crisi e impoverimento negli anni 1650-1680 poiché venne a mancare il loro apporto all'economia locale, nello stesso tempo Priego fu colpita dall'epidemia di peste che imperversò in tutta Europa. 
Nel 1705 la città prese parte alla guerra di successione e alla difesa di Gibilterra e nel 1711 passò a dipendere dal Ducato di Medinaceli. In questi anni godette di una notevole prosperità grazie all'industria della seta di cui fu il centro più importante di produzione e commercio della Spagna. Nel 1881 Alfonso XII le concesse il titolo di città in seguito all'aumento della popolazione. Nella prima metà del secolo XX l'economia di Priego ha conosciuto un buon andamento grazie allo sviluppo moderno dell'agricoltura, al turismo e ad una pur modesta industrializzazione, buon andamento che dura tuttora, perciò si pensa che siano buone anche le prospettive di sviluppo in futuro.

## Monumenti
- Barrio de la Villa, caratteristico quartiere del centro antico con strette e tortuose strade e piazzette graziose su cui si affacciano case tipiche andaluse, ricche di fiori, palazzi barocchi ed edifici religiosi.
- Ayuntamiento, edificio municipale moderno del 1952.
- Carnicerias reales, del XVI secolo, edificio adibito al macello pubblico e al commercio delle carni.
- Castillo, Castello, dei secoli XIII - XIV.
- Murallas, cinta muraria che racchiude il centro antico.
- Plaza de toros, del 1892.
- Parroquia de la Asunción, Parrocchiale dell'Assunzione, con il Sagrario che costituisce un capolavoro barocco, realizzato da Francisco Javier Pedrazas fra il 1772 e il 1784.
- Parroquia del Carmen, chiesa del XVIII secolo.
- Hospital-iglesia de San Juan de Dios, del 1637.
- Iglesia de la Aurora, chiesa barocca del 1744 - 1772.
- Iglesia de las Mercedes, chiesa barocca del XVIII secolo.
- Iglesia de Nuestra Señora de las Angustias, chiesa di stile rococò del 1773.
- Iglesia de San Francisco, chiesa di stile gotico mudéjar del 1510 - 1512.
- Iglesia de San Pedro, chiesa barocca del 1690.
- Ermita del Calvario, del 1593.
- Museo storico municipale.
- Museo de Nieto Alcalà Zamora y Torres.
- Fuente de la Salud, fontana del XVI secolo.
- Fuente del Rey, fontana del 1803

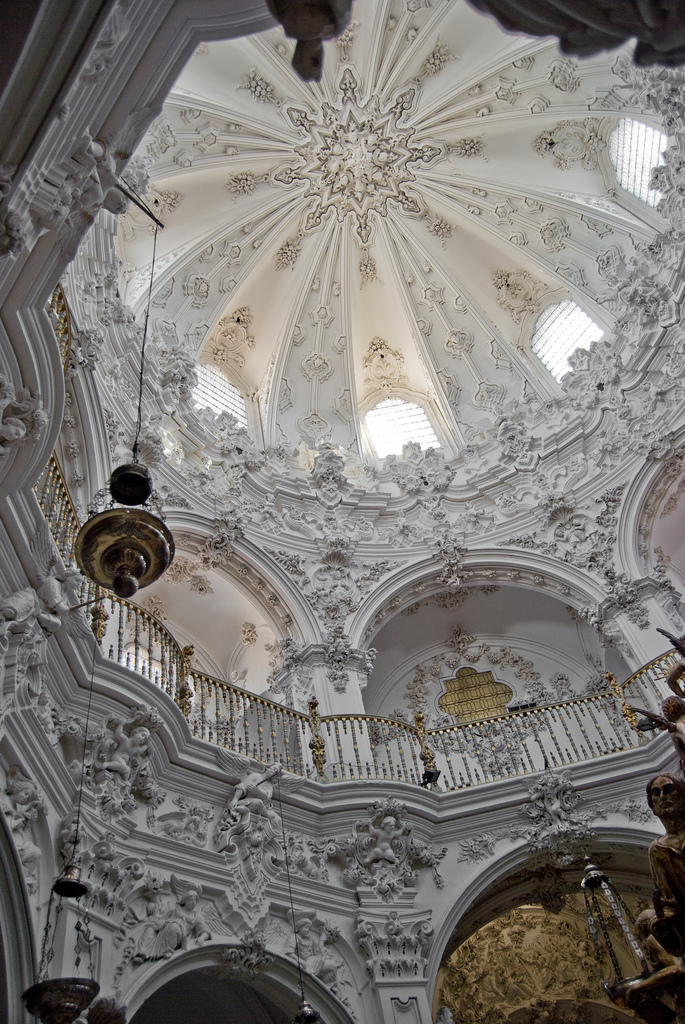
Parrocchiale dell'Assunzione.
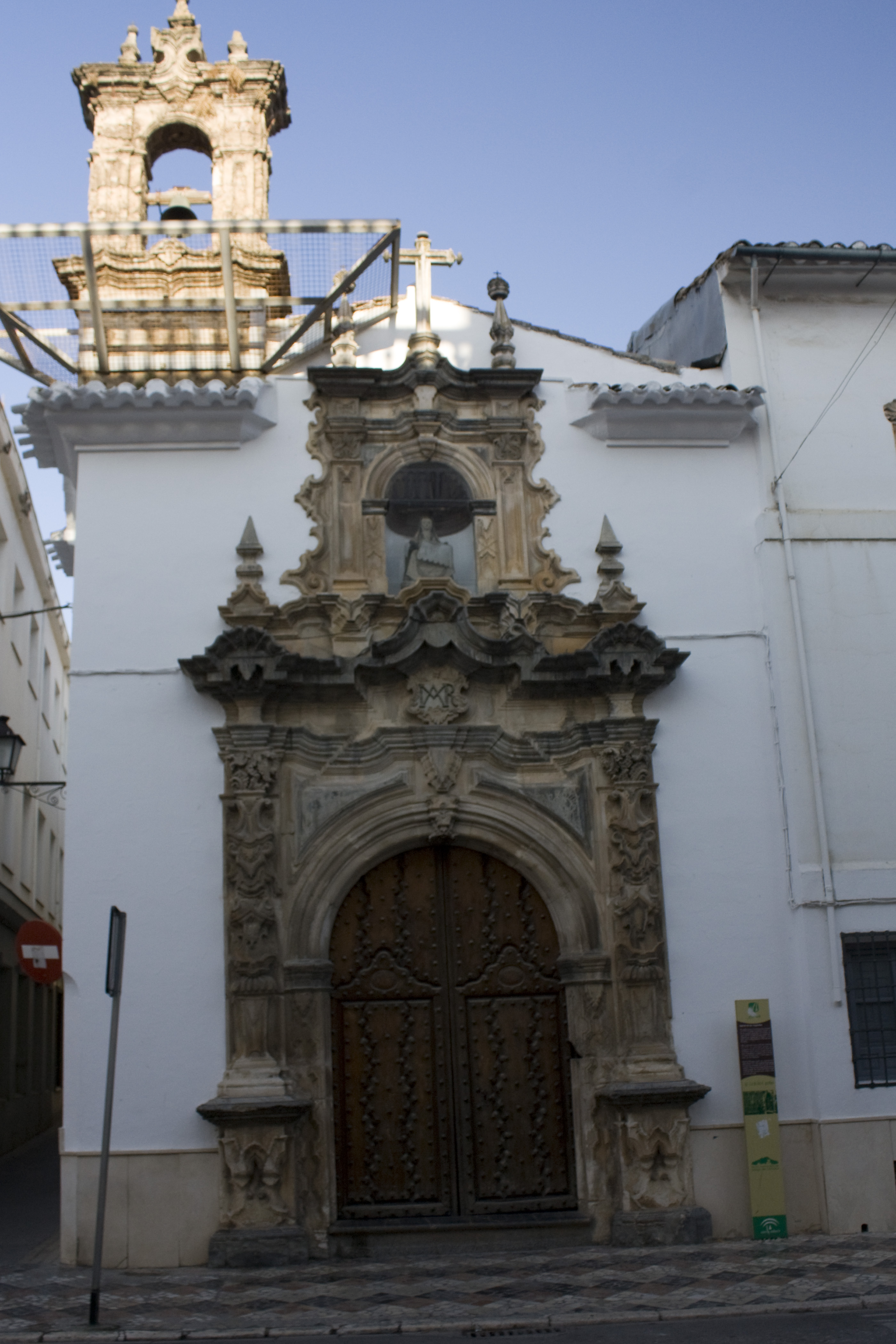
Nuestra Señora de las Angustias .
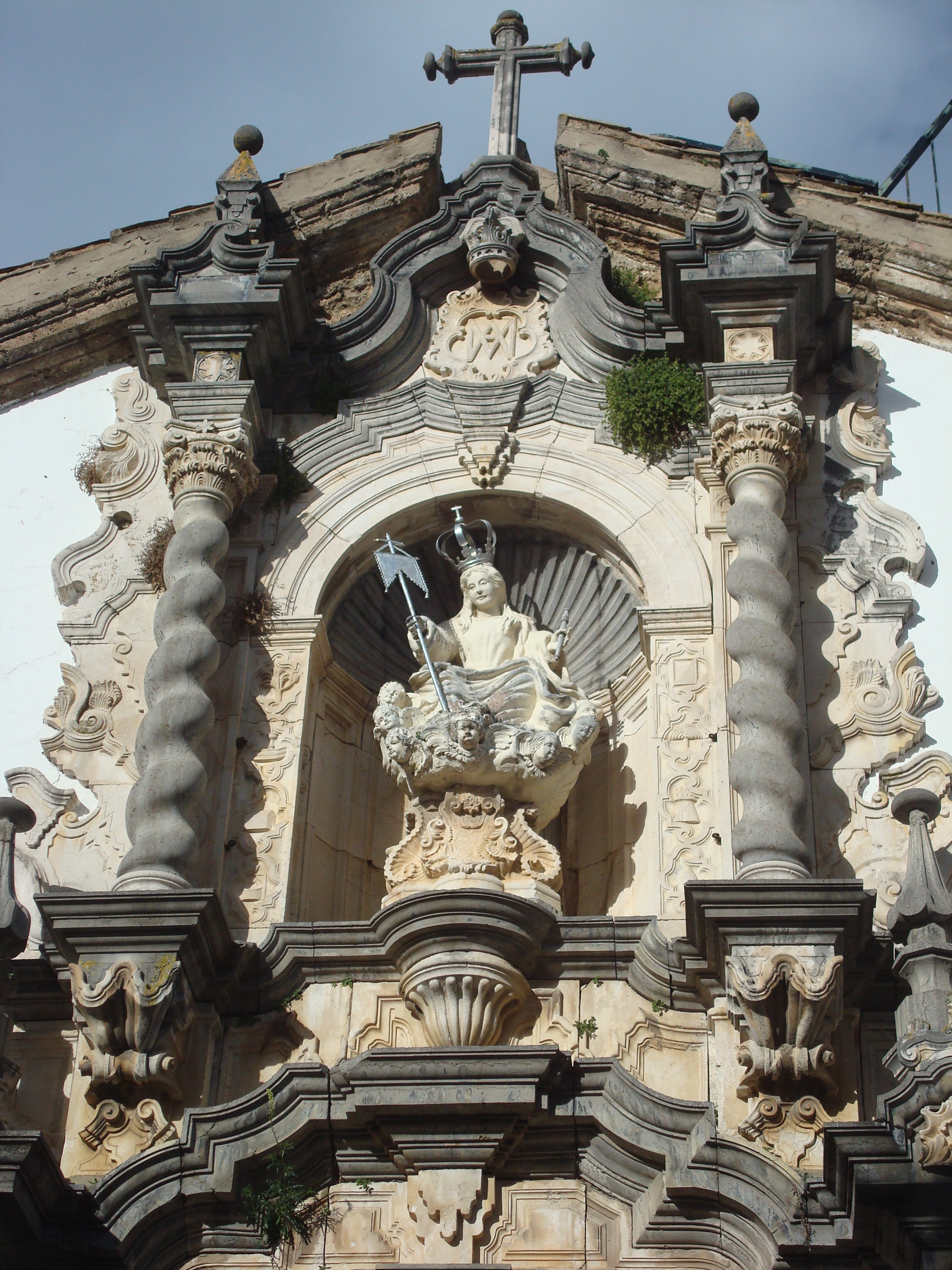
Chiesa della Vergine dell'Aurora.
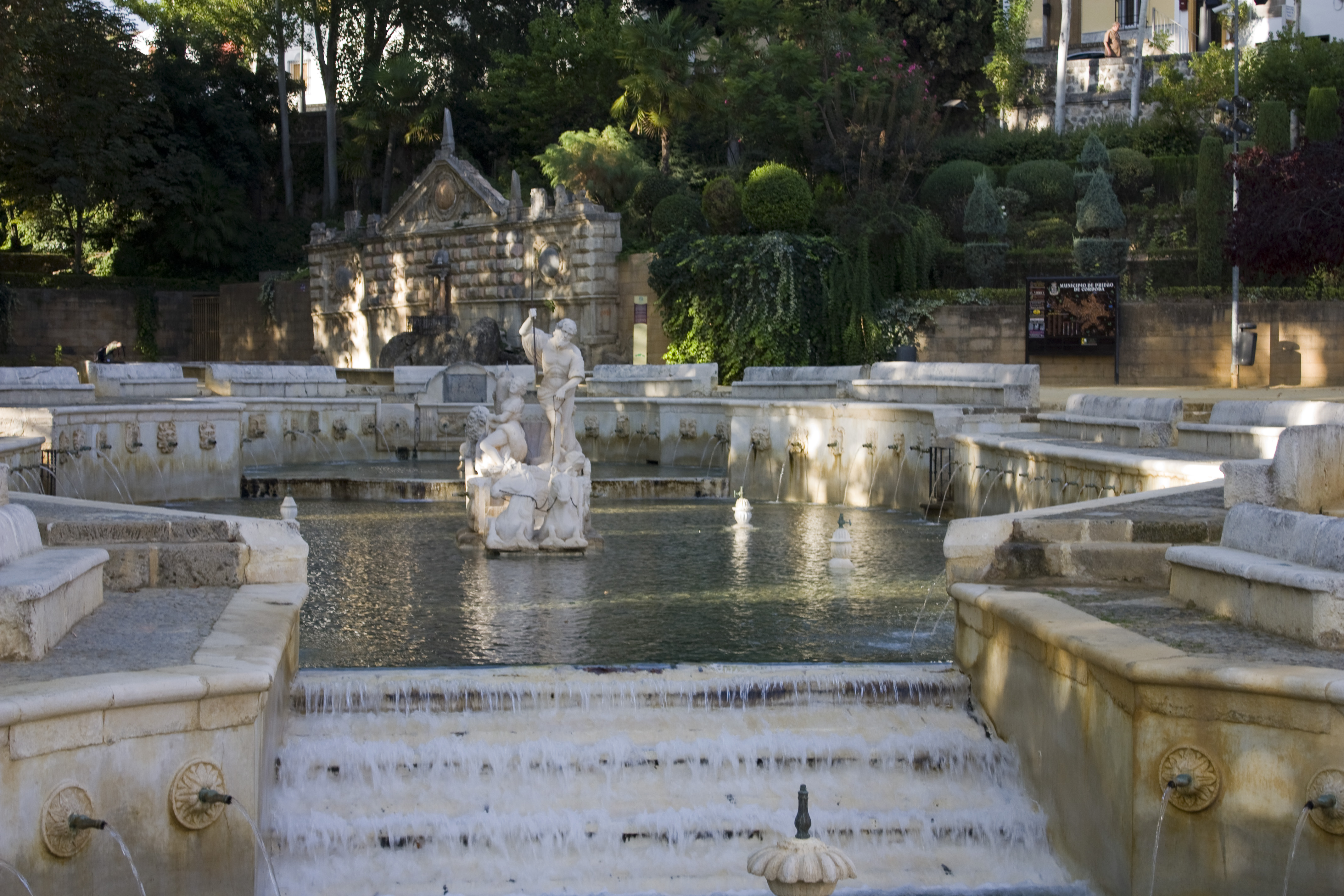
Fuente del Rey.
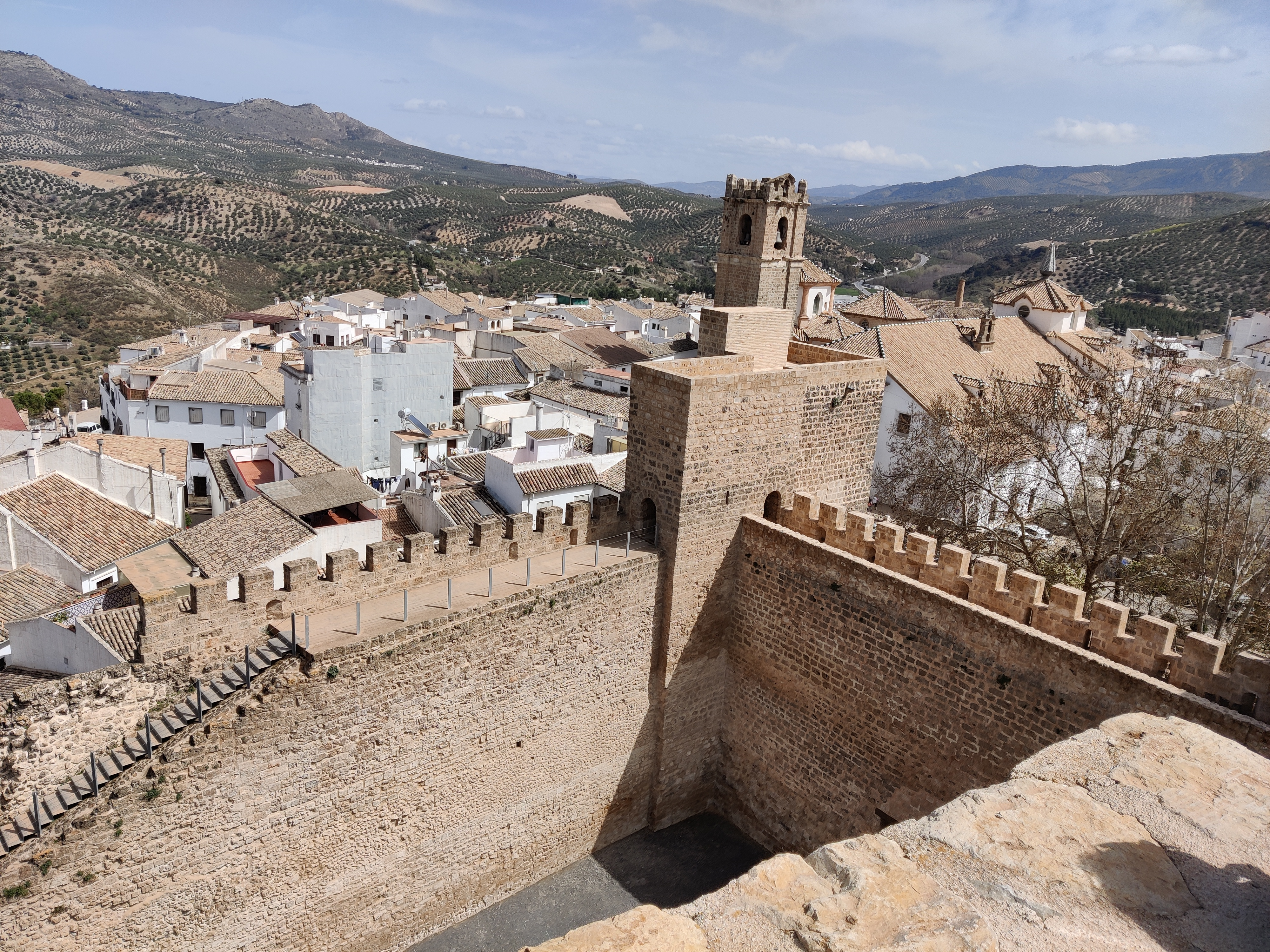
Il Castello.

## Feste
le feste sono quelle comuni a tutte le località spagnole in particolare a quelle dell'Andalusia, le più belle di Spagna. Quasi tutte di origine antica generalmente gitana, sacre e profane nello stesso tempo e legate quasi sempre a solennità religiose con eccezione delle Ferias, (fiere e mercati insieme a manifestazioni ludiche). L'elenco delle feste del capoluogo è il seguente:
- Candelaria, il 2 febbraio in onore della Virgen de la candelaria vengono accesi falò nei diversi quartieri attorno ai quali si fa musica e si danza.
- Carnaval, oltre alle varie feste si tiene un concorso comarcale di gruppi di musica popolare.
- Semana Santa, le manifestazioni della settimana santa sono quelle tipiche dell'Andalusia: alla domenica degli Ulivi finestre e balconi sono ornati di rami di palme

che verranno poi lasciati finché non si consumeranno; da quel giorno cominciano le processioni per le vie della città delle varie Confraternite in splendidi costumi che si svolgono tutti i giorni per diverse ore fino al mattino del venerdì santo e sono precedute dai pasos, grandi gruppi lignei rappresentanti episodi della Passione che vengono tolti dalle chiese dove sono custoditi per il resto dell'anno. Le processioni avvengono nel silenzio rotto solo dai tamburini che battono un ritmo funebre e dalle saetas, invocazioni d'amore per Cristo e la Madonna in cante jondo da cantori specializzati.
- Fiestas de Mayo, dichiarate de interès turistico nacional (di interesse turistico nazionale) con diverse manifestazioni.
- Romeria a la Virgen de la cabeza, pellegrinaggio al santuario della Vergine accompagnato da danze tipiche seguito dopo i riti religiosi da una festa comunitaria, secondo l'usanza spagnola. Si svolge la terza domenica di giugno.